# Rozněvice
Rozněvice jsou malá vesnice, část obce Křelovice v okrese Plzeň-sever v Plzeňském kraji. Nachází se asi 2,5 kilometru jihozápadně od Křelovic. Rozněvice jsou také název katastrálního území o rozloze 2,72 km².

## Historie
První písemná zmínka o vesnici pochází z roku 1273.

## Obyvatelstvo
| Rok            | 1869 | 1880 | 1890 | 1900 | 1910 | 1921 | 1930 | 1950 | 1961 | 1970 | 1980 | 1991 | 2001 | 2011 | 2021 |
| -------------- | ---- | ---- | ---- | ---- | ---- | ---- | ---- | ---- | ---- | ---- | ---- | ---- | ---- | ---- | ---- |
| Počet obyvatel | 112  | 109  | 101  | 98   | 102  | 116  | 114  | 59   | 48   | 47   | 43   | 32   | 26   | 22   | 20   |
| Počet domů     | 17   | 17   | 17   | 18   | 18   | 18   | 20   | 20   | 10   | 10   | 10   | 12   | 16   | 16   | 14   |

## Obecní správa
Při sčítání lidu v letech 1869–1962 Rozněvice byly samostatnou obcí, se kterým patřily nejprve do okresu Stříbro, ale později v okrese Plzeň-sever. Od 1. ledna 1963 do 31. prosince 1985 byly částí obce Křelovice v okrese Plzeň-sever. Od 1. ledna 1986 do 31. prosince 1991 byly částí obce Pernarec v okrese Plzeň-sever. Od 1. ledna 1992 jsou opět částí obce Křelovice v okrese Plzeň-sever.

## Pamětihodnosti
- 2 smírčí kříže u cesty do Rozněvic

## Další fotografie

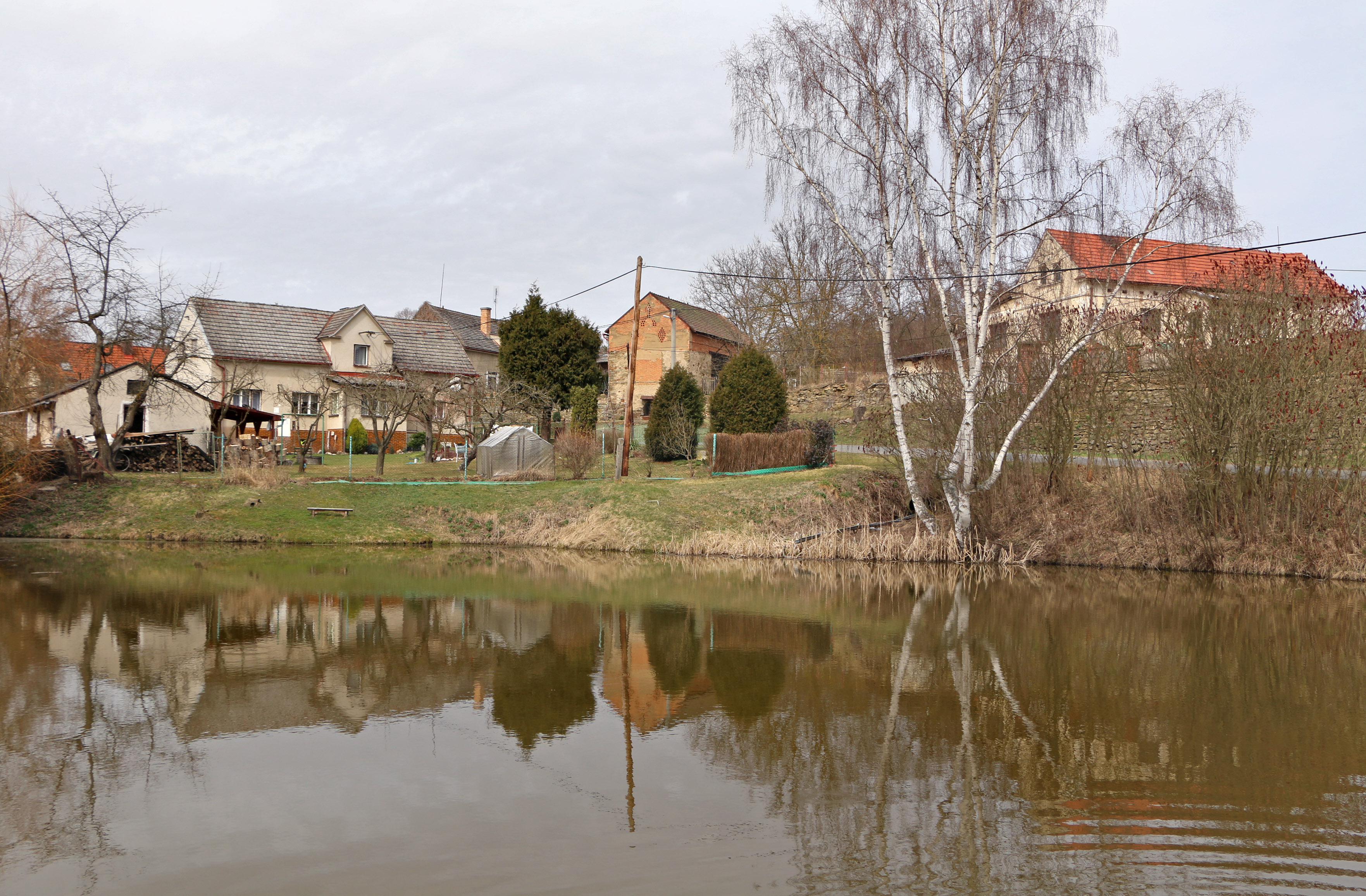
Dolní rybník
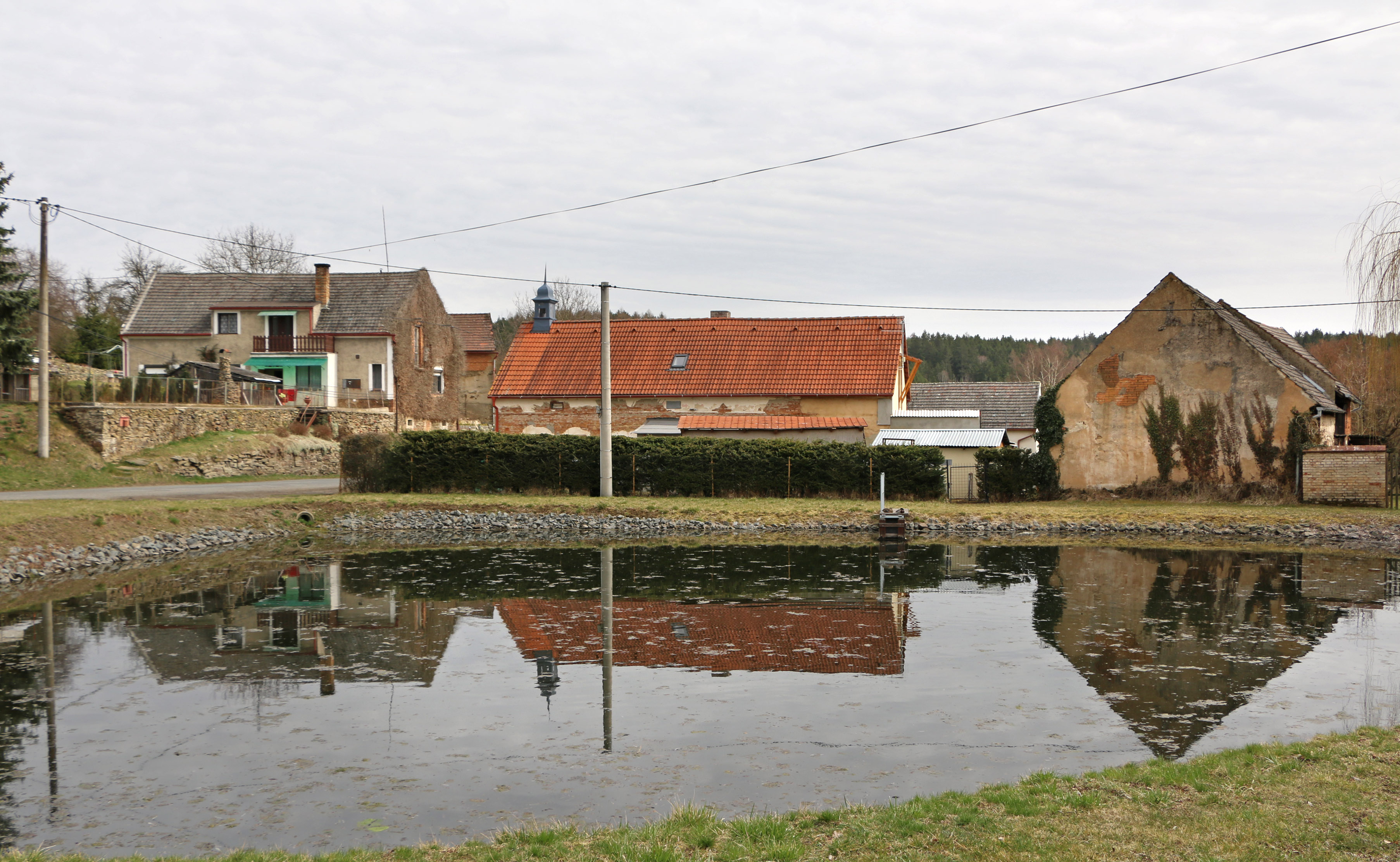
Horní rybník
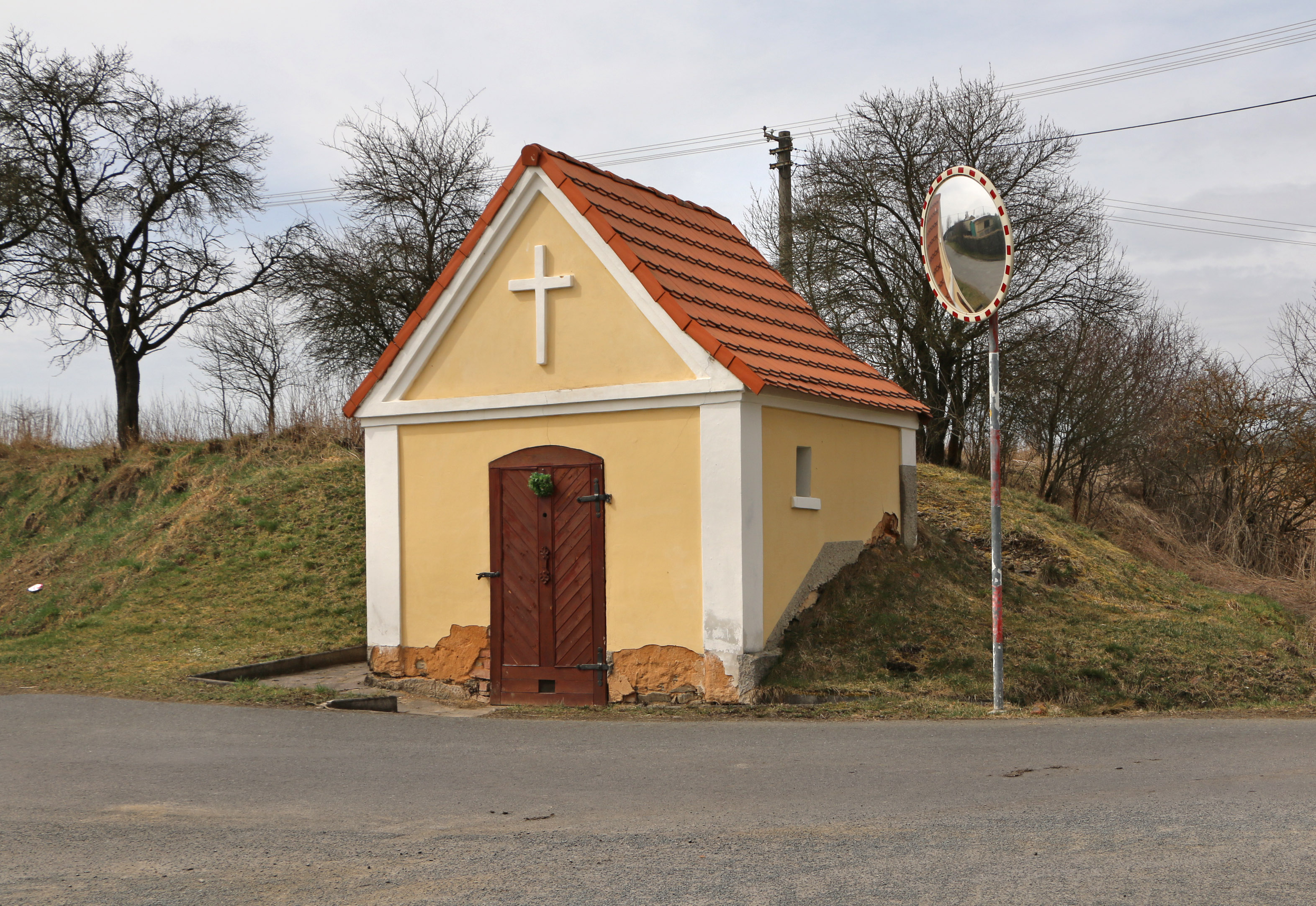
Zvláštní kaplička